# Brachypelma auratum
Brachypelma auratum, conocida como rodillas de fuego mexicana, es una araña migalomorfa perteneciente a la familia Theraphosidae; es endémica de los estados de Guerrero y Michoacán, en México. Es similar en apariencia a la Brachypelma smithi, aunque un poco más oscura y con un ligero cambio en los colores, debido a su similitud, no se consideraron como especies distintas hasta 1992.

## Características
La Brachypelma auratum es una tarántula de color negro en todo el cuerpo, el prosoma o cefalotórax tiene una coloración beige en los bordes extendiéndose un poco hacia el centro, el opistosoma o abdomen es completamente negro y lleno de pelos urticantes de color rojizo oscuro, sus patas son de color negro con un anillo beige al extremo de cada segmento (tarso, metatarso, tibia, rótula y fémur), la tibia tiene un color rojo-anaranjado en lo que simula ser una especie de llama, de ahí proviene su nombre común. Su región ventral es totalmente negra y brillante.
Las hembras adultas llegan a medir 15 cm. Los machos suelen ser un poco más pequeños midiendo de 12 a 14 cm., aunque existen algunos ejemplares que llegan incluso a ser más grandes que muchas hembras y de una complexión similar.

### Carácter
Es de carácter tranquilo aunque un poco nerviosa llegando a lanzar pelos urticantes con facilidad, si se le molesta se muestra huidiza y en muy raras ocasiones llegará a morder.

### Longevidad
Esta es una especie que se caracteriza por ser una de las más longevas, las hembras llegan a vivir de 12 a 15 años en vida silvestre y hasta los 25 en cautividad, los machos por lo general viven solo un poco más después de alcanzar la madurez sexual, de 4 a 6 años.

### Veneno
Dentro de los quelíceros tiene las glándulas que producen el veneno y es tóxico para insectos o animales pequeños, lo utilizan principalmente al cazar, paralizan a sus presas inyectándoles veneno mediante sus colmillos. En los humanos, la mordedura aunque dolorosa (comparada con un piquete de abeja) no representa un peligro mortal.

## Hábitat
Se encuentra en regiones de clima templado cálido y húmedo con vegetación de bosque mixto de hojas caducas y selva baja caducifolia. Esta especie es exclusivamente terrestre, habita en madrigueras y prefiere principalmente suelos de tipo arcilloso donde excavar sus túneles debajo de rocas, troncos, grietas y debido a su cercanía con varios centros urbanos, debajo de las paredes de las casas. Algunos ejemplares llegan a ocupar los alrededores de terrenos de sembradíos o pastizales, pues debido a la destrucción y fragmentación de su hábitat se han visto obligadas a adaptarse a estos sitios en que llegan a encontrar las presas de que se alimentan.

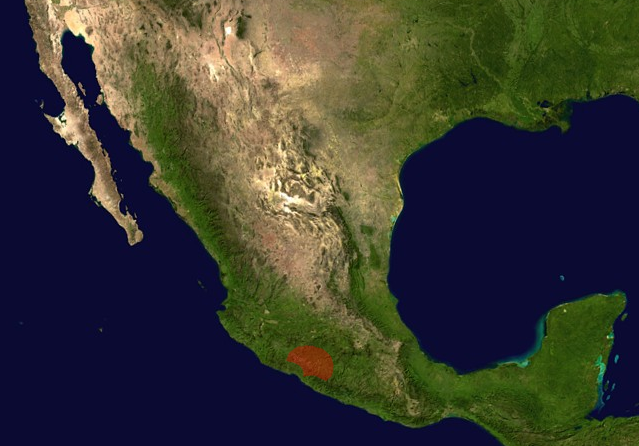
Distribución de la Brachypelma auratum

## Alimentación
En su hábitat natural se alimentan principalmente de insectos, llegando también a cazar lagartos pequeños. En cautiverio es muy común que su dieta este basada en grillos, tenebrios y zhophobas, cucarachas y en algunos casos ratones recién nacidos (pinkies). Como con todas las tarántulas, al tener un sistema de locomoción hidráulico, el agua es de vital importancia para la B. auratum.

## Reproducción
No suele haber problemas, la hembra suele aceptar de buen agrado al macho y la cópula dura entre 2 y 3 minutos. Al cabo de 2 o 3 meses hará el saco del cual eclosionaran alrededor de 200 arañas. La hembra en la estación reproductiva coloca más seda en la entrada de la madriguera.

## Cautiverio
La brachypelma auratum es una especie muy popular como mascota, en parte por ser muy dócil y por su longevidad. Aunque, debido a la  caza furtiva y tráfico ilegal, se ha reducido considerablemente su población.

### Estatus de conservación
Todas las especies del género Brachypelma están enlistadas en el apéndice II del CITES, por lo que su comercio internacional esta estrictamente regulado. Esta especie es muy explotada para su comercio ilegal como mascota.